# Rabassa morta
El contracte de rabassa morta era un contracte molt estès a Catalunya pel qual s'establia un conreu en règim emfitèutic semblant a un arrendament d'un tros de terra per a conrear-hi vinya, amb la condició de restar dissolt en haver mort dos terços dels primers ceps plantats, anomenat també “establiment a primers ceps”.
Al segle xviii es va produir un augment del valor de les terres i, alhora, una inflació creixent. Els propietaris es consideraven perjudicats per la millora dels mètodes agrícoles que perllongaven la vida dels ceps, mentre l'arrendament perdia valor si s'estenia per diverses generacions. El conflicte fou resolt a favor dels propietaris per l'Audiència de Barcelona, que fallà el 1756 que el contracte es dissolia per la mort dels ceps o als cinquanta anys. Aquest sistema fou origen de moltes disputes amb l'arribada de la fil·loxera, originària d'Amèrica del Nord a finals del segle xix i principi del xx, que va matar un gran nombre de ceps. També sortiren disputes perquè els rabassaires sostenien que el cep que resulta del capficat era el mateix cep antic, en contra de l'opinió dels propietaris.
L'article 1.656 del codi civil espanyol de 1889, malgrat que admetia les operacions de colgat i capficat, consagrava la durada de cinquanta anys pel contracte. El pagesos s'uniren en la Unió de Rabassaires.
El Parlament de Catalunya, amb la Llei de Contractes de Conreu, el 1934, havia de permetre als rabassaires, mitjançant prèvia indemnització als terratinents, de fer-se els amos de la terra, però aquesta llei fou abolida per la pressió dels grans propietaris catalans (Institut Agrícola Català de Sant Isidre) i anul·lada pel Tribunal de Garanties Constitucionals amb el suport, sobretot, per la Lliga Regionalista, i afavorits per l'arribada al poder de la CEDA i després per la Guerra Civil.